# Jerusalem (New York)
Jerusalem ist eine Stadt im Yates County im US-Bundesstaat New York in den Vereinigten Staaten. Benannt wurde sie nach der Stadt Jerusalem in Israel. Das U.S. Census Bureau hat bei der Volkszählung 2020 eine Einwohnerzahl von 4.405 ermittelt.
Jerusalem liegt an der State Route 54A und ist 169 Quadratkilometer groß. 9,97 % davon sind Wasserflächen, weil zur Stadt auch Teile des Keuka Sees gehören.
Jerusalem ist Geburtsort des Kongressabgeordneten Thomas B. Jackson (1797–1881).

## Geschichte
Das Gebiet von Jerusalem gehörte zum Phelps and Gorham Purchase Landkauf. Die Siedlung wurde 1789 gegründet und gehörte zum Ontario County.

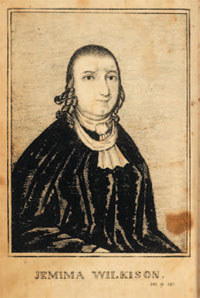
Jemima Wilkinson

Unter den ersten Siedlern waren hauptsächlich Anhänger von Jemima Wilkinson, einer religiösen Eifererin, die aus Cumberland in Providence County stammte. Sie gab der Siedlung 1789 den Namen Jerusalem.
1823 wurde die Stadt ein Teil des neu gegründeten Yates County.
Branchport, ein Weiler (englisch Hamlet) in Jerusalem, gilt als einer der mutmaßlichen Geburtsorte des legendären Häuptlings Red Jacket vom Volk der Seneca.

## Demographie
Jerusalem zählt 4.525 Einwohner (Zensus von 2000), 1.606 Haushalte und 1.117 Familien. Die Bevölkerungsdichte beträgt 29,7/km².
Die Zusammensetzung der Bevölkerung von Jerusalem ist relativ homogen. Die größte Gruppe sind mit 98,39 % nicht-hispanische Weiße, 0,55 % sind Afroamerikaner, 0,11 % Indianer bzw. Ureinwohner, 0,29 % Asiaten, 0,66 % Hispanics/Latinos und der Rest gehört zwei oder mehreren Gruppen an.